# Ayuntamiento de Lyon

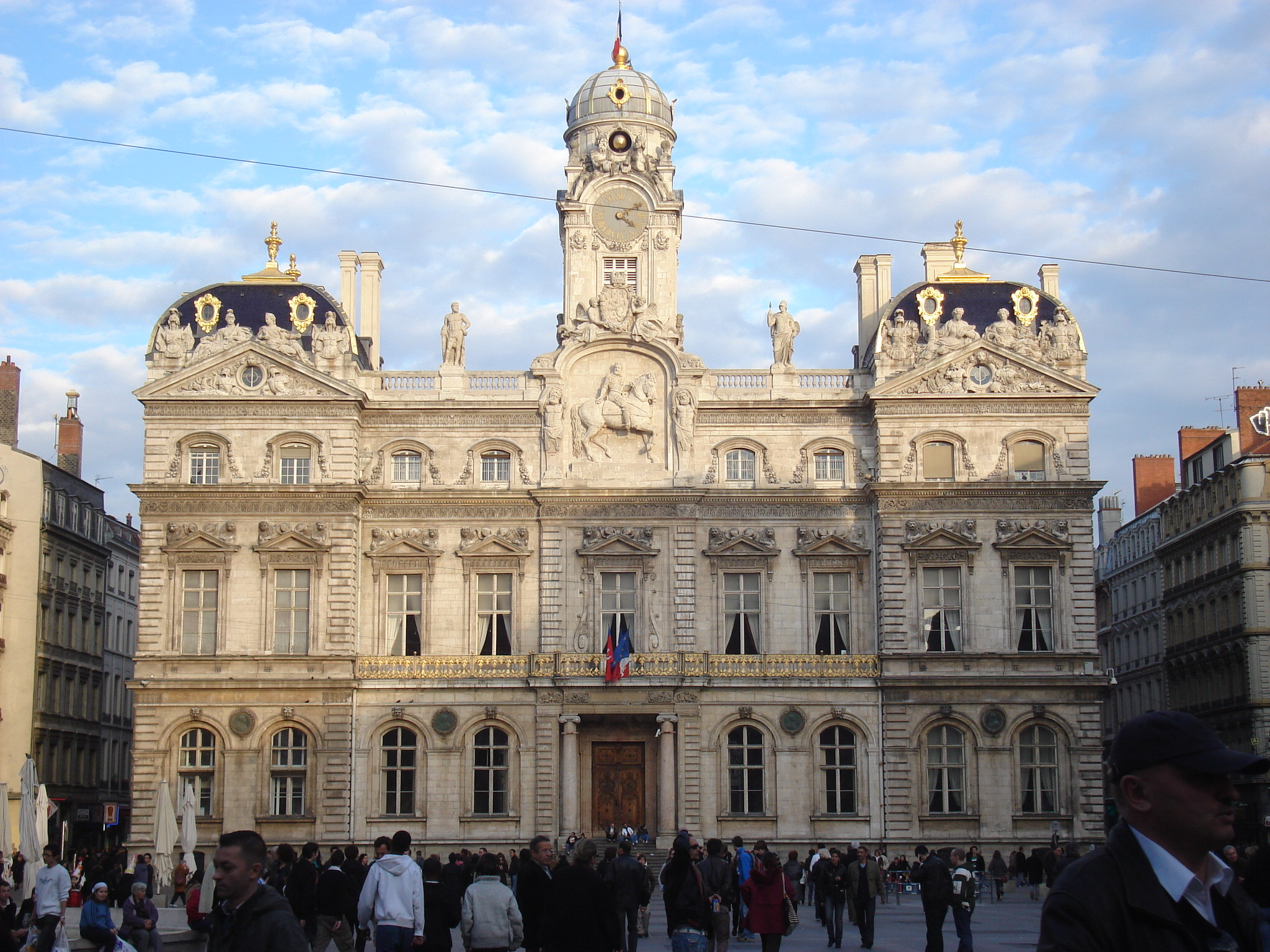
El Ayuntamiento de Lyon.

El Ayuntamiento de Lyon (en francés, Hôtel de ville de Lyon) es el ayuntamiento de la ciudad de Lyon y uno de los edificios históricos más grandes de la ciudad, situado entre la place des Terreaux y la place de la Comédie, frente a la Opéra. Desde el 12 de julio de 1886, está clasificado como un monument historique.

## Historia
En el siglo XVII, Lyon experimentó un gran desarrollo y Presqu'île se convirtió en el centro de la ciudad con la Place des Terreaux. El Ayuntamiento de Lyon se construyó entre 1645 y 1651 según el diseño de Simon Maupin. Tras un incendio en 1674, el edificio fue restaurado y modificado. Su fachada fue diseñada por Jules Hardouin-Mansart y su discípulo Robert de Cotte. En 1792, durante la Revolución Francesa, el relieve de Luis XIV a caballo, en el medio de la fachada fue retirada y sustituida solo durante la Restauración por Enrique IV, en la misma postura.

## Galería de imágenes

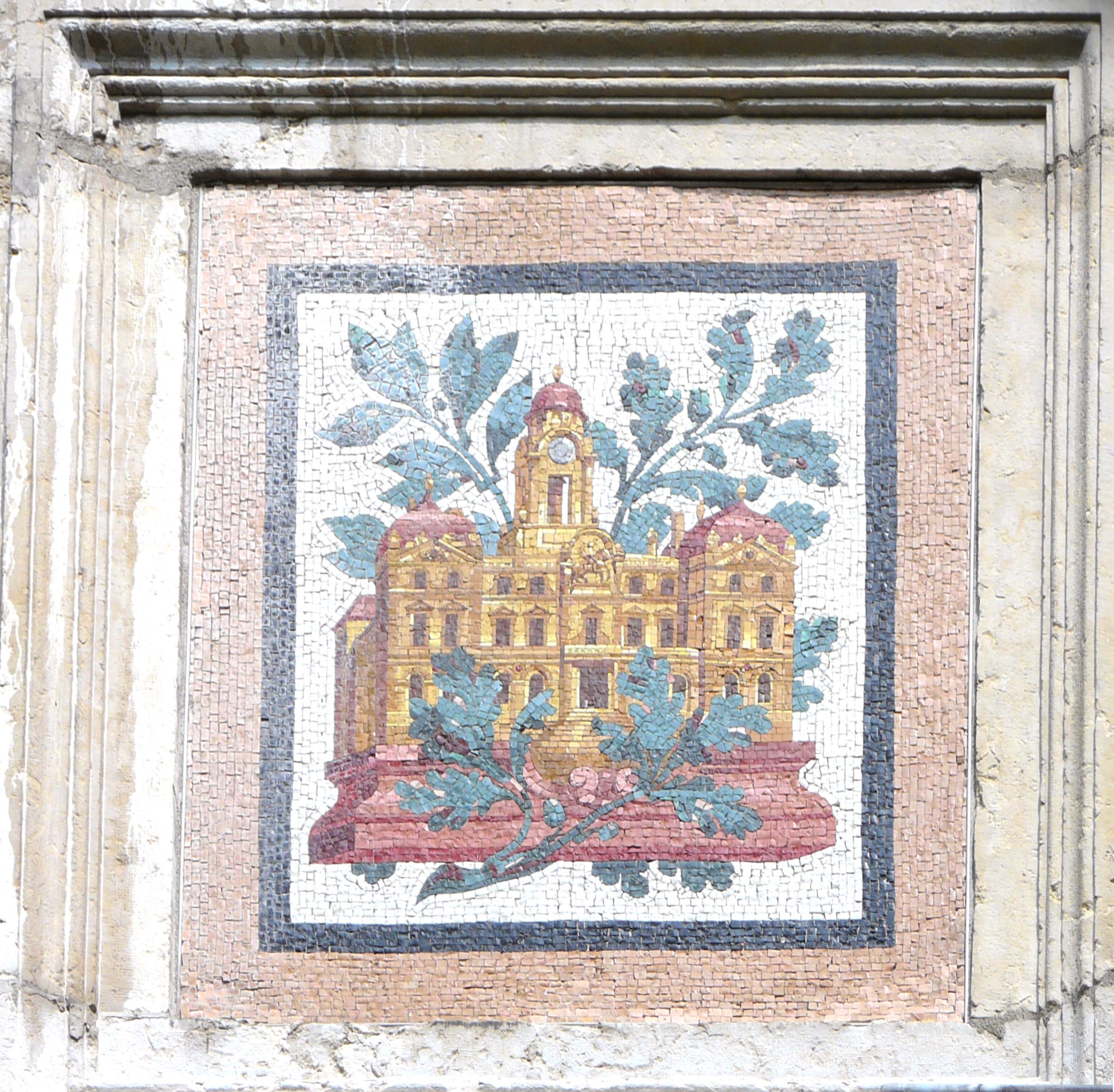
Mosaico que representa al Ayuntamiento en el parque del Museo de Bellas Artes de Lyon.
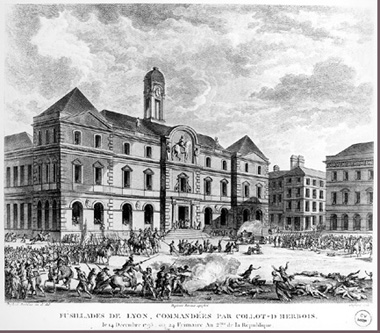
El Ayuntamiento durante el sitio de Lyon.
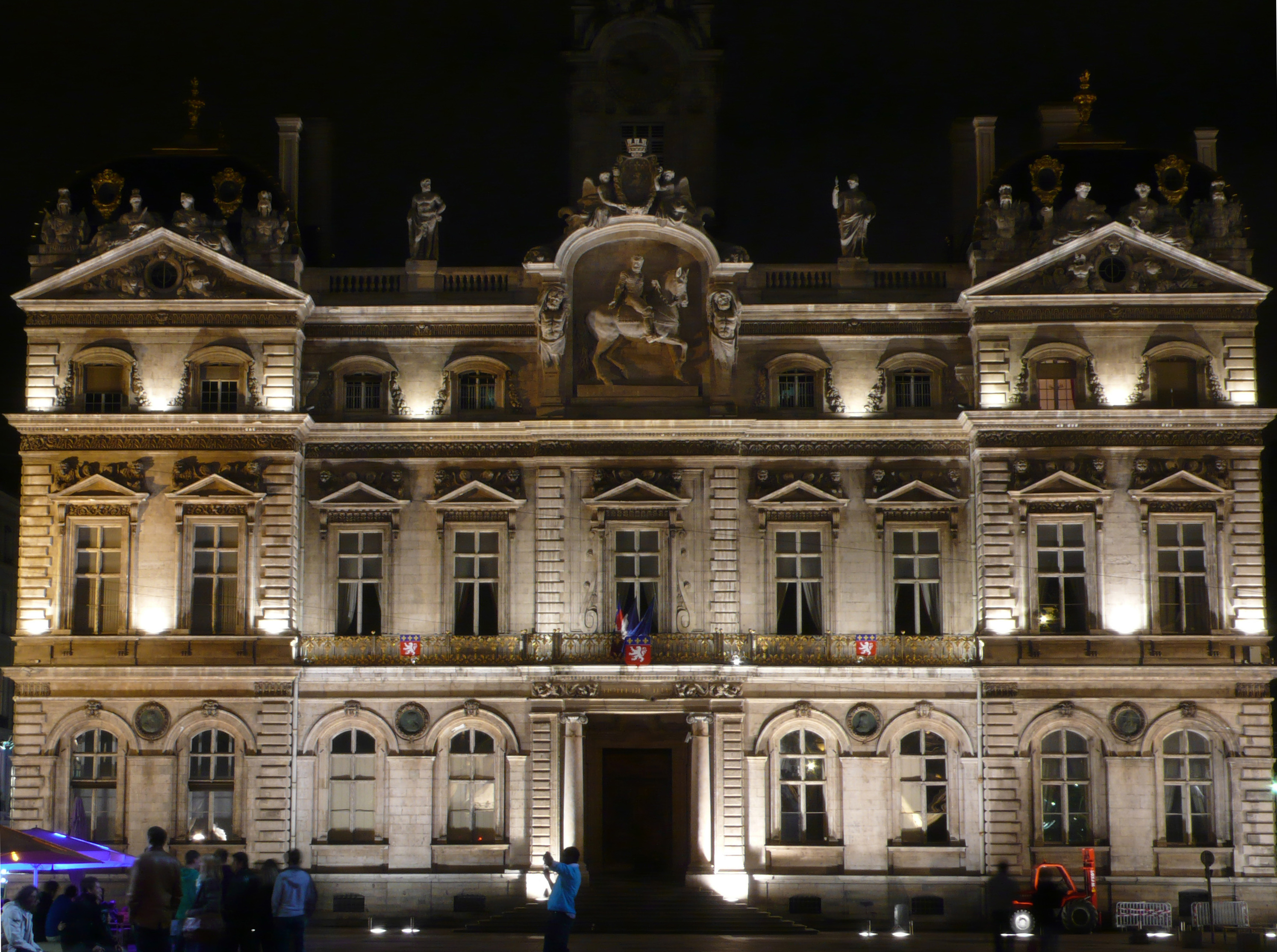
La fachada iluminada por la noche.
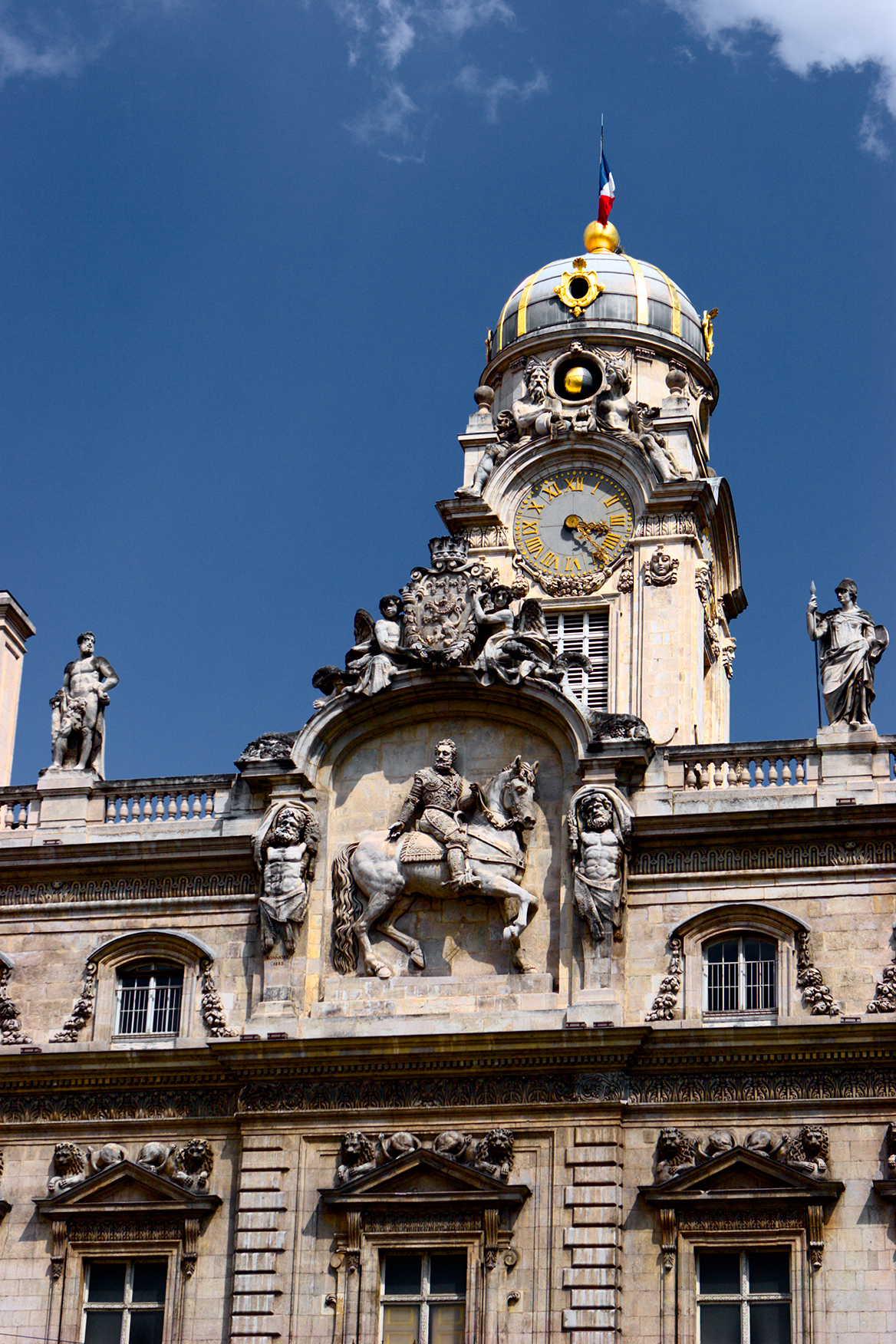
El frontón y el campanario del Ayuntamiento.
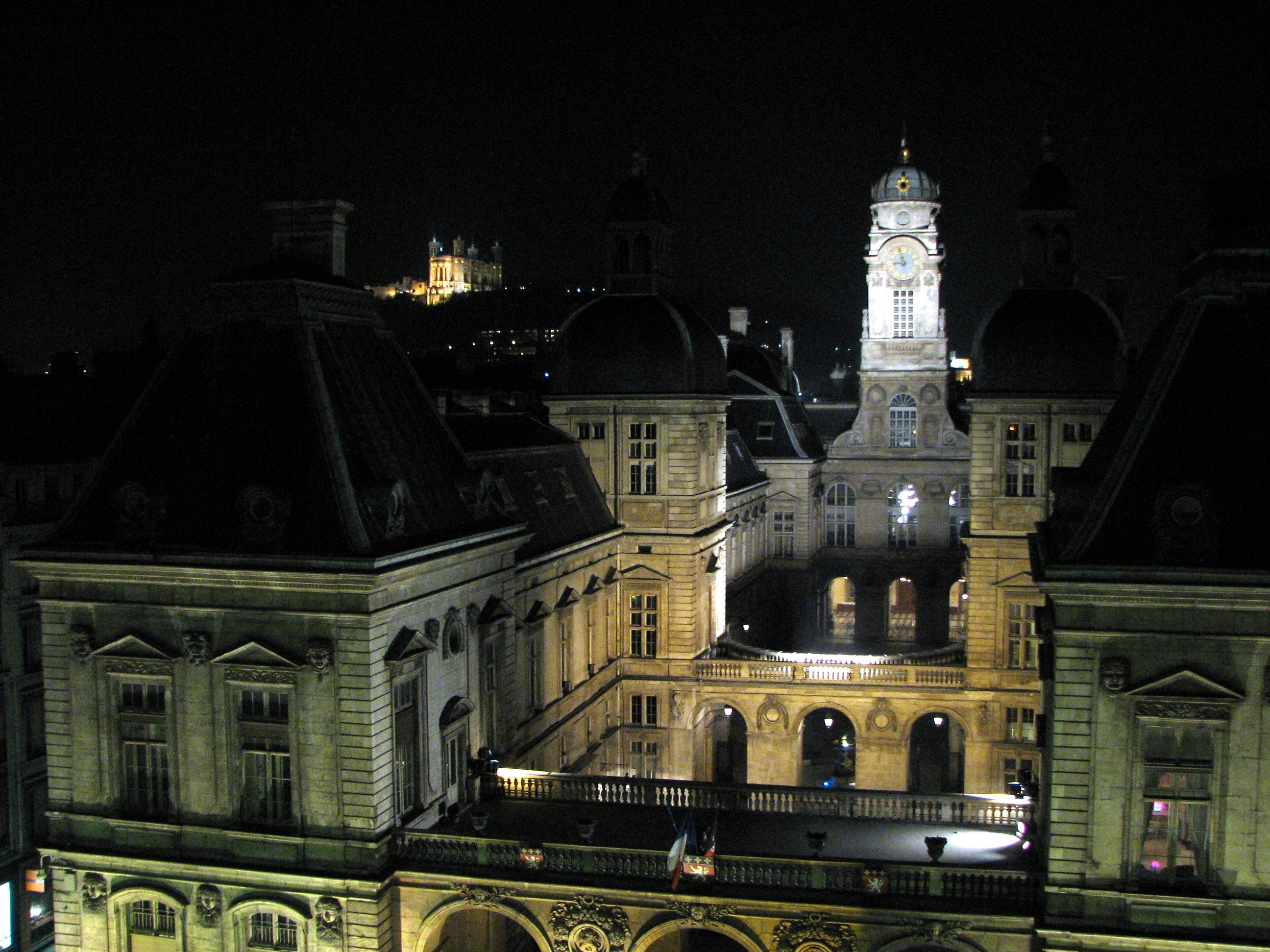
El patio de honor.